# Free European Song Contest
Het Free European Song Contest is een Duitse spin-off van het Eurovisiesongfestival. Het programma werd bedacht door de Duitse presentator Stefan Raab. De eerste editie vond plaats op 16 mei 2020. De Duitse televisiezender ProSieben zorgt voor de uitzending van het programma.
Tijdens de show nemen voornamelijk Europese landen het tegen elkaar op. Elk land vaardigt een artiest af die een lied zingt. Na afloop mogen de kijkers stemmen op hun favoriet of bepaalt een vakjury de resultaten van een land.

## Geschiedenis
Aangezien het Eurovisiesongfestival 2020 niet kon doorgaan vanwege de coronapandemie die dat jaar was uitgebroken, besloten tv-maker Stefan Raab en televisiezender ProSieben om eenmalig een alternatief festival te organiseren op de avond van de eigenlijke finale van het Eurovisiesongfestival. Deze eerste editie werd gewonnen door Nico Santos die namens Spanje deelnam. Nederland werd tweede met Ilse DeLange.
Na de eerste editie besloot ProSieben om ook in 2021 een editie te organiseren. Deze editie vond plaats op 15 mei (een week vóór de uitzending van het reguliere Eurovisiesongfestival) en werd voor de tweede maal op rij gepresenteerd door Conchita Wurst en Steven Gätjen. Rea Garvey won voor Ierland, met Danny Vera (Nederland) op de tweede plek, terwijl de derde plek werd gedeeld door de Belgische Milow en de Schotse Amy Macdonald.
De eerste editie trok 2,57 miljoen kijkers. Dit aantal werd in 2021 bijna gehalveerd: toen keken er 1,38 miljoen mensen naar de uitzending.

## Aantal overwinningen en georganiseerde festivals
Ierland en Spanje zijn beiden recordhouder met elk één overwinning op het festival. Tot en met 2021 vonden ook alle festivals plaats in Duitsland.
| Plaats | Deelstaat | Overwinningen | Organisaties |
| ------ | --------- | ------------- | ------------ |
| 1      | Ierland   | 1 (2021)      | 0            |
| 1      | Spanje    | 1 (2020)      | 0            |

## Deelnemende landen
Voornamelijk Europese landen mogen deelnemen aan het festival. Uitzonderingen hierop zijn Kazachstan en de Maan. Tijdens de eerste editie nam het Verenigd Koninkrijk in zijn geheel deel. Tijdens de tweede editie nam het land niet meer deel, waardoor Engeland en Schotland onder eigen vlag deelnamen.
| Land                | 2020 | 2021 |
| België              |      |      |
| Bulgarije           |      |      |
| Denemarken          |      |      |
| Duitsland           |      |      |
| Engeland            |      |      |
| Frankrijk           |      |      |
| Griekenland         |      |      |
| Ierland             |      |      |
| Israël              |      |      |
| Italië              |      |      |
| Kazachstan          |      |      |
| Kroatië             |      |      |
| Maan                |      |      |
| Nederland           |      |      |
| Oostenrijk          |      |      |
| Polen               |      |      |
| Schotland           |      |      |
| Slovenië            |      |      |
| Spanje              |      |      |
| Turkije             |      |      |
| Verenigd Koninkrijk |      |      |
| Zwitserland         |      |      |

## Edities
| Jaar | Winnend land | Artiest     | Lied            | Datum       | Locatie            | Plaats |
| ---- | ------------ | ----------- | --------------- | ----------- | ------------------ | ------ |
| 2020 | Spanje       | Nico Santos | Like I love you | 16 mei 2020 | ProSieben-studio's | Keulen |
| 2021 | Ierland      | Rea Garvey  | The one         | 15 mei 2021 | Lanxess Arena      | Keulen |

## Statistieken
Hieronder volgt een lijst van toptiennoteringen van alle deelnemende landen. Landen in het grijs vermeld doen niet meer mee.
| Nr. | Land                | 1ste | 2de | 3de | 4de | 5de | 6de | 7de | 8ste | 9de | 10de | Totaal |
| --- | ------------------- | ---- | --- | --- | --- | --- | --- | --- | ---- | --- | ---- | ------ |
| 1   | Ierland             | 1    | -   | -   | -   | -   | -   | -   | -    | -   | 1    | 2      |
| 1   | Spanje              | 1    | -   | -   | -   | -   | -   | -   | -    | -   | 1    | 2      |
| 3   | Nederland           | -    | 2   | -   | -   | -   | -   | -   | -    | -   | -    | 2      |
| 4   | België              | -    | -   | 1   | -   | -   | -   | -   | -    | -   | -    | 1      |
| 4   | Maan                | -    | -   | 1   | -   | -   | -   | -   | -    | -   | -    | 1      |
| 6   | Duitsland           | -    | -   | -   | 1   | 1   | -   | -   | -    | -   | -    | 2      |
| 7   | Schotland           | -    | -   | -   | 1   | -   | -   | -   | -    | -   | -    | 1      |
| 8   | Israël              | -    | -   | -   | -   | 1   | -   | -   | -    | -   | -    | 1      |
| 9   | Turkije             | -    | -   | -   | -   | -   | 2   | -   | -    | -   | -    | 2      |
| 10  | Oostenrijk          | -    | -   | -   | -   | -   | -   | 1   | -    | -   | -    | 1      |
| 10  | Zwitserland         | -    | -   | -   | -   | -   | -   | 1   | -    | -   | -    | 1      |
| 12  | Bulgarije           | -    | -   | -   | -   | -   | -   | -   | 1    | -   | -    | 1      |
| 12  | Frankrijk           | -    | -   | -   | -   | -   | -   | -   | 1    | -   | -    | 1      |
| 14  | Engeland            | -    | -   | -   | -   | -   | -   | -   | -    | 1   | -    | 1      |
| 14  | Kroatië             | -    | -   | -   | -   | -   | -   | -   | -    | 1   | -    | 1      |
| 16  | Denemarken          | -    | -   | -   | -   | -   | -   | -   | -    | -   | -    | 0      |
| 16  | Griekenland         | -    | -   | -   | -   | -   | -   | -   | -    | -   | -    | 0      |
| 16  | Italië              | -    | -   | -   | -   | -   | -   | -   | -    | -   | -    | 0      |
| 16  | Kazachstan          | -    | -   | -   | -   | -   | -   | -   | -    | -   | -    | 0      |
| 16  | Polen               | -    | -   | -   | -   | -   | -   | -   | -    | -   | -    | 0      |
| 16  | Slovenië            | -    | -   | -   | -   | -   | -   | -   | -    | -   | -    | 0      |
| 16  | Verenigd Koninkrijk | -    | -   | -   | -   | -   | -   | -   | -    | -   | -    | 0      |